# Eriocaulon crassiusculum
Eriocaulon crassiusculum är en gräsväxtart som beskrevs av Kaare Arnstein Lye. Eriocaulon crassiusculum ingår i släktet Eriocaulon och familjen Eriocaulaceae. Inga underarter finns listade i Catalogue of Life.